# بخش وو وز
بخش وو وز یکی از بخشهای کانتون فریبورگ  در کشور سوئیس است.